# Altamont (Oregon)
Altamont é uma Região censo-designada localizada no estado norte-americano de Oregon, no Condado de Klamath.

## Demografia
Segundo o censo norte-americano de 2000, a sua população era de 19.603 habitantes.

## Geografia
De acordo com o United States Census Bureau tem uma área de 
22,6 km², dos quais 22,6 km² cobertos por terra e 0,0 km² cobertos por água. Altamont localiza-se a aproximadamente 1268 m acima do nível do mar.

## Localidades na vizinhança
O diagrama seguinte representa as localidades num raio de 36 km ao redor de Altamont. 